# Jules Valle
 (février 2017).
Si vous disposez d'ouvrages ou d'articles de référence ou si vous connaissez des sites web de qualité traitant du thème abordé ici, merci de compléter l'article en donnant les références utiles à sa vérifiabilité et en les liant à la section « Notes et références ».
Pour les articles homonymes, voir Valle.
Jules Valle (1894-1965) est un homme politique français, sénateur et député.
Issu d'une famille d'Albitreccia, en Corse-du-Sud, avocat de profession et conseiller général, Jules Valle appartient, au même titre que les Cuttoli ou les Morinaud, à ces puissantes familles qui dominèrent la vie politique du Constantinois avant l'indépendance de l'Algérie. Son frère Eugène fut, avant-guerre, membre des délégations financières de l'Algérie, puis maire de Constantine ; lui-même fut conseiller général,  sénateur, avant de devenir député.

## Biographie
Né en 1894, il est mobilisé lors de la Première Guerre mondiale. Il participe à l'ensemble du conflit et le termine avec la Croix de guerre. Il sera en outre chevalier de la Légion d'honneur. Rendu à la vie civile comme officier de réserve, il s'inscrit alors au barreau de Constantine, dont il deviendra bâtonnier. 
Il occupe son siège au conseil général du département de Constantine depuis 1922 jusqu'à sa mort.

## Sénateur
Jules Valle entre au Sénat (conseil de la république) en 1948. Il rejoint le groupe du RGR (rassemblement des gauches républicaines), au sein duquel il siège à l'intergroupe du RPF, et est membre en 1948 des commissions de la marine et du travail puis de 1949 à 1951 des commissions des moyens de communication et de la presse ainsi que celle l'intérieur au nom de laquelle il dépose huit rapports. Il est également l'auteur d'une proposition de résolution en vue de secourir dans son département les communes de Kerrata d'Oued Marsa victimes du séisme du 17 février 1949.

## Député
Le 17 juin 1951, aux élections à la deuxième Assemblée nationale de la IVe République, le sénateur et conseiller-général de Constantine conduit dans son département la liste du Rassemblement des groupes républicains et indépendants français qui, avec 14 544 voix sur 81 959 suffrages exprimés, obtient un des quatre sièges à pourvoir.
Jules Valle, abandonnant alors le Luxembourg pour le Palais Bourbon, décide de créer avec Georges Loustaunau-Lacau et André Liautey, le groupe des indépendants français apparenté au groupe paysan. Il s'apparente par la suite au groupe paysan et d'union sociale en 1952.
Durant la législature, Jules Valle occupe des fonctions plus nombreuses et variées que précédemment. Il est nommé membre des commission de l'intérieur (1951, 1953, 1954, 1955), de la marine (1952, 1955), des pensions (1953), des affaires étrangères (1953) et de la famille (1954). Il exerce enfin les fonctions de juré titulaire de la Haute Cour de justice en 1954. 
Son activité parlementaire demeure particulièrement importante. Entre 1951 et 1955, il ne dépose pas moins de 16 rapports relatifs à l'organisation judiciaire en l'Algérie ainsi que deux propositions de loi ; celle du 30 novembre 1951 tend à accorder aux familles nombreuses des cartes de réduction sur les chemins de fer en ce qui concerne les enfants de 18 à 21 ans continuant leurs études.

## Jules Valle et la question algérienne
Le député de Constantine intervient fréquemment en séance publique tout spécialement sur la question algérienne. À ce dernier titre, il dépose plusieurs interpellations. Le 12 novembre 1954, à la suite des attentats terroristes en Algérie, il met en cause la carence des autorités militaires et policières et demande au gouvernement la pacification nécessaire des djebels ainsi qu'un dispositif de sécurité face à la frontière libyenne puis accuse « les forces étrangères » désireuses de ressusciter à leur profit le « Croissant de l'Islam ».
Moins de trois semaines plus tard, Jules Valle propose, en vue d'une réconciliation, l'impunité des fellagha ainsi qu'un crédit de 100 millions destiné à faciliter leur adaptation. Toutefois, constatant que les troubles perdurent dans l'Aurès, il intervient une nouvelle fois en février 1955 pour demander des actions militaires plus vigoureuses et que soit mise en œuvre, en urgence, une politique de grands travaux et d'industrialisation de l'Algérie. Le 6 octobre 1955, il interpelle à nouveau le gouvernement sur la situation dans le Constantinois et l'agitation séparatiste pour fustiger la politique d'abandon et de faiblesse qu'il mène en Algérie.
Il subit de violentes attaques du parti communiste. Le 29 juillet 1955, Jacques Duclos le traite de « chien hargneux » et « sanguinaire ».
Il se présente aux élections de novembre 1958, mais la liste d'union franco-musulmane qu'il dirige à Constantine est distancée par la liste patronnée par le Comité de salut public. Avec 36 070 des 232 000 suffrages exprimés, Jules Valle ne retrouve pas son siège. Il disparaît le 31 octobre 1965.